# Gare de Padulella
La gare de Padulella, est une ancienne halte ferroviaire française, située a San Nicolao, commune du département de la Haute-Corse, en région Corse.